# Leonid Sedov
Leonid Ivanovič Sedov (Rostov sul Don, 27 novembre 1907, 14 novembre secondo il calendario giuliano – Mosca, 5 settembre 1999) è stato un fisico e matematico sovietico.
Specialista di meccanica dei fluidi, ha effettuato studi nel campo dell'aerodinamica; successivamente si è occupato delle onde d'urto e le sue teorie sono state applicate alle onde d'urto generate dalle supernovae. Docente all'Università di Mosca dal 1937, è stato presidente della Commissione per la promozione dei voli interplanetari  e del Comitato scientifico astronautico; grazie a queste due cariche, divenne il portavoce del programma spaziale sovietico. Dal 1959 al 1961 Sedov è stato presidente della Federazione Astronautica Internazionale (International Astronautical Federation). Dato che Sergej Pavlovič Korolëv era sconosciuto in occidente, si credette a lungo che fosse Sedov il principale scienziato sovietico dietro il progetto Sputnik.